# Клочков Владислав Васильович
Владислав Васильович Клочков (18 січня 1978, м. Новосибірськ,  СРСР) — білоруський хокеїст, правий нападник. Майстер спорту.
Хокеєм почав займатися у 1984 році, перший тренер — А. Багаєв. Вихованець хокейної школи «Сибір» (Новосибірськ). Виступав за команди «Сибір» (Новосибірськ), СКА (Санкт-Петербург), «Саскатун Блейдс» (ЗХЛ), «Летбрідж Гаррікейнс» (ЗХЛ), «Металург» (Новокузнецьк), «Мотор» (Барнаул), «Енергія» (Кемерово), «Войводина» (Новий Сад), «Металург» (Сєров), «Хімволокно» (Могильов), «Німан» (Гродно), «Юніор» (Мінськ), «Юність» (Мінськ), «Титан» (Клин).
Досягнення
- Чемпіон Білорусі (2010, 2011)
- Володар Кубка Білорусі (2009, 2010)
- Володар Континентального кубка (2007, 2011).